# Jade Sersot
Jade Sersot, née le 15 octobre 2000, est une escrimeuse française pratiquant l'épée.

## Biographie
Jade Sersot débute l'escrime en pratiquant le fleuret à Saint-Germain-en-Laye. En minime, elle passe à l'épée au club du Chesnay. Elle rejoint Escrime Trois-Frontières en 2021 et s'entraine en parallèle à la team Levavasseur depuis 2018,[source insuffisante].
Pour sa première sélection en équipe de France sénior, elle remporte la Coupe du monde de Vancouver le 11 décembre 2022 avec l'équipe de France menée par Marie-Florence Candassamy,.
Le 24 novembre 2024, là encore à Vancouver, après avoir atteint les quarts de finale (6eme place) la veille, elle décroche la médaille de bronze avec l'équipe de France.
En juin 2025, elle devient Championne de France par équipe avec son club de Thionville. 